# Ritratto di Giovanni Benedetto Caravaggi
Il Ritratto di Giovanni Benedetto Caravaggi è un dipinto a olio su tela (82x82 cm) realizzato da Giovanni Busi detto il Cariani. È esposto nella sala 10 dell'Accademia Carrara di Bergamo, dove giunse in dono dal conte Guglielmo Lochis. L'opera fu realizzata nell'ultimo periodo bergamasco dell'artista che si allontanò dalla città orobica nel 1523.

## Il committente
Il personaggio raffigurato è Giovanni Benedetto Caravaggi, come si legge nell'iscrizione in alto a destra (IO[ANNES] BENED[ICTUS] CARRAVAG[IU]S / PHILOS[OPHU]S ET MEDICUS / AC STUDY PATAVINI / RECTOR ET LECTOR). Si ritiene che questa iscrizione sia stata realizzata in un secondo momento, a differenza della firma del pittore (IOANES CARIANI PI[NXIT]).
Giovanni Benedetto, figlio del maestro di grammatica Francesco Caravaggi, studio all'Università di Padova, dove si laureò in medicina e filosofia il 27 agosto 1507. Di lui si sa solo che nel 1503 ricevette dall'umanista bergamasco Giovanni Ruffinoni detto Galfurio, professore della sua università, il compito di stilare l'inventario della sua biblioteca e che nel 1509 venne arrestato a Crema, sua città natale, per traffico di armi tra Milano e Venezia.
Durante il suo soggiorno a Bergamo, il pittore strinse rapporti con la famiglia cremasca dei Caravaggi, infatti, nella National Gallery di Ottawa si conserva un altro ritratto di sua mano, effigiante Giovanni Antonio, fratello di Giovanni Benedetto, realizzato nel 1522-23.

## Descrizione e stile
Il dipinto raffigura Giovanni Benedetto, preso di tre quarti dalla vita in su, secondo uno schema già usato da Cariani , mentre, con la destra, sfoglia un volume dentro cui si intravedono diversi segnalibri. Sulla balaustra poggia anche la mano sinistra, il cui dito indice è impreziosito da un anello. Atteggiamento che pare porre una certa distanza tra il soggetto e l'osservatore. Il ritrattato indossa un robone rosa e ha calcato sulla zazzera un copricapo nero.
La figura guarda fuori campo e si staglia contro un panno verde, tipico espediente compositivo che Cariani apprese a Venezia, dove si era formato, da Giovanni Bellini, come scritto nell'atto notarile del 29 aprile 1509 dove viene indicato come magistro, quindi era presente in precedenza nella bottega del Bellini. Sulla sinistra, invece, si apre un paesaggio, in cui compaiono anche due piccole figure di cavalieri con stendardi figure che vorrebbero indicare il periodo complesso di scorrerie sul territorio. Il paesaggio è sovrastato da un cielo carico di pioggia, illuminato dalla prima luce, con i raggi del sole che appaiono in lontananza .